# Treasure Chest
Treasure Chest è una raccolta in doppio cd del gruppo power metal tedesco Helloween.

## Tracce

### CD 1
1. Mr. Torture – 3:29
2. I Can – 4:38
3. Power – 3:29
4. Where the Rain Grows – 4:43
5. Eagle Fly Free – 5:12
6. Future World – 4:03
7. Metal Invaders – 4:11
8. Murderer (Remix 2002) – 4:33
9. Starlight (Versione con Michael Kiske, remix 2002) – 4:14
10. How Many Tears – 7:15
11. Walls of Jericho / Ride the Sky (Remix 2002) – 6:43
12. Halloween – 13:19
13. A Little Time – 3:59
14. A Tale That Wasn't Right – 4:42
15. I Want Out – 4:40

### CD 2
1. Keeper of the Seven Keys (Remixed 2002) – 13:50
2. Dr. Stein (Remix 2002) – 5:03
3. The Chance – 3:47
4. Windmill – 5:14
5. Sole Survivor – 4:31
6. Perfect Gentleman – 3:50
7. In the Middle of a Heartbeat – 4:27
8. Kings Will Be Kings – 5:09
9. The Time of the Oath – 6:56
10. Forever and One (Neverland) – 3:53
11. Midnight Sun – 6:20
12. Mr. Ego (Take Me Down) – 7:01
13. Immortal – 4:04
14. Mirror, Mirror – 3:43

## Formazione
- Andi Deris - voce
- Michael Weikath - chitarra
- Roland Grapow - chitarra
- Markus Großkopf - basso
- Uli Kusch - batteria